# Dardan Rexhepi
Pour les articles homonymes, voir Rexhepi.
Dardan Rexhepi, né le 16 janvier 1992 à Pristina en Yougoslavie, est un footballeur international kosovar, qui évolue au poste d'attaquant au Norrby IF.

## Biographie

### Carrière en club
Avec les clubs de Malmö FF et de l'IF Brommapojkarna, Dardan Rexhepi dispute 6 matchs en Ligue des champions, pour un but inscrit, et 6 matchs en Ligue Europa, pour deux buts inscrits.

### Carrière internationale
Dardan Rexhepi compte 3 sélections avec l'équipe du Kosovo depuis 2014,.
Il est convoqué pour la première fois en équipe du Kosovo par le sélectionneur national Albert Bunjaki, pour un match amical contre la Turquie le 21 mai 2014. Il commence la rencontre comme titulaire, et sort du terrain à la 72e minute de jeu, en étant remplacé par Mentor Zhdrella. Le match se solde par une défaite 6-1 des Kosovars.

## Statistiques
| Saison                | Club                  | Championnat           | Championnat | Championnat | Coupe(s) nationale(s) | Coupe(s) nationale(s) | Compétition(s) continentale(s) | Compétition(s) continentale(s) | Compétition(s) continentale(s) | Kosovo | Kosovo | Total | Total |
| Saison                | Club                  | Division              | M.          | B.          | M.                    | B.                    | Comp.                          | M.                             | B.                             | M.     | B.     | M.    | B.    |
| 2010                  | Malmö FF              | Allsvenskan           | 10          | 2           | 1                     | 1                     | -                              | -                              | -                              | -      | -      | 11    | 3     |
| 2011                  | Malmö FF              | Allsvenskan           | 23          | 1           | 3                     | 0                     | C1+C3                          | 6+1                            | 1+0                            | -      | -      | 33    | 2     |
| 2012                  | Malmö FF              | Allsvenskan           | 13          | 0           | 1                     | 0                     | -                              | -                              | -                              | -      | -      | 14    | 0     |
| 2013                  | Malmö FF              | Allsvenskan           | 17          | 1           | 2                     | 0                     | -                              | -                              | -                              | -      | -      | 19    | 1     |
| 2014                  | IF Brommapojkarna     | Allsvenskan           | 27          | 5           | 5                     | 3                     | C3                             | 5                              | 2                              | 3      | 0      | 40    | 10    |
| 2015                  | BK Häcken             | Allsvenskan           | 21          | 1           | 6                     | 4                     | -                              | -                              | -                              | -      | -      | 27    | 5     |
| 2016                  | BK Häcken             | Allsvenskan           | 1           | 0           | -                     | -                     | C3                             | -                              | -                              | -      | -      | 1     | 0     |
| 2016                  | GAIS                  | Superettan            | 1           | 2           | -                     | -                     | -                              | -                              | -                              | -      | -      | 1     | 2     |
| Total sur la carrière | Total sur la carrière | Total sur la carrière | 113         | 12          | 18                    | 8                     | -                              | 12                             | 3                              | 3      | 0      | 146   | 23    |